# Giovanni Matteo Contarini
Giovanni Matteo Contarini, italijanski kartograf, * 15. stoletje, † 1507.
Contarini je sestavil zemljevid, medtem ko ga je Francesco Rosselli vgrafiral; po njima se tako imenuje Contarini-Rossellijev zemljevid.